# Aardbeving Spanje 2011

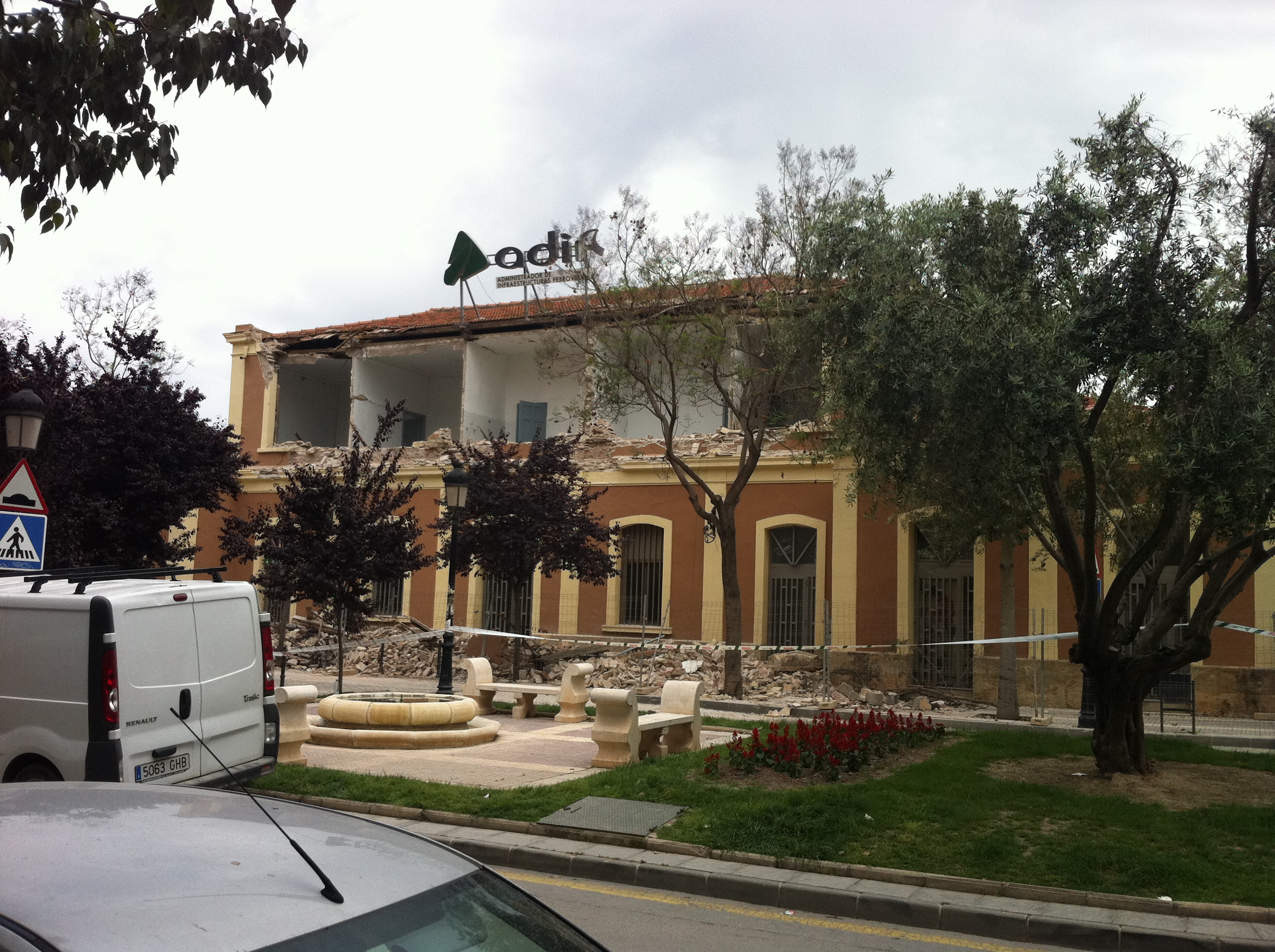
Het beschadigde treinstation van Lorca.

De aardbeving in Spanje op 11 mei 2011 vond plaats om 15:50 UTC. Het epicentrum lag op 1km diepte, nabij de stad Lorca in de regio Murcia in Spanje. De beving had een kracht van 5,3 op de schaal van Richter en werd voorafgegaan door een beving met een kracht van 4,4.
Er vielen ten minste 9 dodelijke slachtoffers en er waren honderden gewonden. Enkele oude gebouwen in Lorca zijn zwaar beschadigd.
De beving bij Lorca werd veroorzaakt door een zijwaartse beweging (strike-slip) langs een van de vele breuken in de ondergrond van het zuidoosten van het Iberisch Schiereiland, in dit geval het verlengde van de Breuk van Alhama de Murcia. Dat een aantal van die breuken nog recent actief is, weten we zowel uit aardbevingen als ook duidelijk te zien in het landschap: hoge bergruggen stijgen op uit vlaktes, de grens tussen beiden is messcherp: een breuk! Een groot nadeel van langs elkaar schuivende delen aardkorst is dat de bevingen erg ondiep plaatsvinden (in tegenstelling tot als er twee platen onder en over elkaar schuiven) en dat het zijwaartse schudden eerder te veel is voor huizen en andere constructies dan op en neer bewegen.
Januari: Pakistan (19 januari) - 
Februari: Christchurch (21 februari) - 
Maart: Yunnan (10 maart) · Japan (11 maart) · Myanmar (24 maart) -
April: Java (3 april) · Naschok Japan (7 april) - 
Mei: Spanje (11 mei) - 
Oktober: Turkije (23 oktober)